# اوترنبوسه
اوترنبوسه (به لهستانی:  Otrębusy) یک روستا در لهستان است که در گمینا بروینوو واقع شده‌است. اوترنبوسه ۲٬۰۰۰ نفر جمعیت دارد.